# Mathias Müller (Politiker, 1970)
Mathias Michael Müller (* 1. März 1970 in Biel/Bienne; heimatberechtigt in Oberbuchsiten) ist ein Schweizer Berufsoffizier (Oberst im Generalstab), Politiker (SVP), Journalist und Autor.

## Leben
Mathias Müller ist seit 2014 Mitglied des Grossen Rats des Kantons Bern.
Er hat Arbeits- und Organisationspsychologie sowie Medienwissenschaften an der Universität Bern studiert.
Müller ist Berufsoffizier der Schweizer Armee. Er kommandierte das Kompetenzzentrum Sport der Schweizer Armee im Jahre 2011. Von 2012 bis 2015 war er Kommandant der Offizierschule der Infanterie. Von 2016 bis 2018 war er als zugeteilter Stabsoffizier im Stab des damaligen Chefs des Eidgenössischen Departements für Verteidigung, Bevölkerungsschutz und Sport, Bundesrat Guy Parmelin tätig. Ab 2018 war Müller Kommandant der Rekrutierung der Schweizer Armee, danach im Stab des Chefs der Armee wo er den Podcast der Schweizer Armee leitet.
Im Jahre 2016 erschien sein Buch «Wie entscheiden Sie? Führungsbeispiele aus der Praxis» im Werd & Weber Verlag. Das Buch beinhaltet 50 Kurzgeschichten und wurde durch den niederländisch-schweizerischen Künstler Ted Scapa illustriert.
Seit 2012 ist er im Vorstand der Verlagsgenossenschaft des Schweizer Soldaten und von 2018 bis 2023 war er Präsident des Schlittschuh Club Lyss.
Mathias Müller ist verheiratet und Vater dreier Kinder.

## Werke
- Wie entscheiden Sie? Werd & Weber Verlag, Thun 2016, ISBN 978-3-03818-053-1.